# Thesium divaricatum
El bugiot (Thesium divaricatum) és una espècie de la planta de la  família de les santalàcies.
Herba semiesparasitària, aquesta Thesium té una inflorescència molt ramificada, les branques laterals que porten petites flors blanques. Les seves fulles són molt estretes de menys de 2 mm d'amplada i força gruixudes.